# Aaron Aaronsohn
Aaron Aaronshon (אהרון אהרנסון) (Bacău, 1876 – La Manica, 15 maggio 1919) è stato un agente segreto romeno.
Fu anche un rinomato agronomo, botanico, viaggiatore, interprete e politico ebreo di Palestina, di origine rumena. Aderì al movimento sionista.
Conosciuto principalmente per la sua scoperta del farro selvatico (Triticum dicoccum), che credeva essere 'la madre del grano'.
Fu anche il fondatore e il leader del Nili, un gruppo di patrioti ebrei che spiavano per la Gran Bretagna durante la prima guerra mondiale.
Grazie alle notizie fornite dal Nili all'esercito inglese il Generale Edmund Allenby fu in grado di colpire di sorpresa Be'er Sheva oltrepassando così le forti difese ottomane di Gaza.

## Biografia

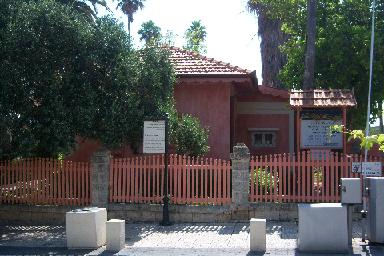
La casa a Zikhron Ya'akov

Aaronsohn, nato in Romania, fu portato all'età di sei anni in Palestina, all'epoca parte dell'Impero ottomano; i genitori furono tra i fondatori della città di Zikhron Ya'aqov, uno dei primi insediamenti agricoli della Prima Aliyah (1882-1903).
Dopo aver terminato gli studi in Francia, fatti con l'aiuto del barone Edmond James de Rothschild, Aaronsohn fece una mappa botanica della Palestina e delle zone limitrofe, diventando così un esperto sulla materia.
Nel suo viaggio del 1906 nei pressi di Rosh Pinah, scoprì il farro selvatico (Triticum dicoccum), una scoperta importantissima per gli agronomi e gli storici della civilizzazione umana.
Questa scoperta lo rese famoso in tutto il mondo e in un viaggio negli Stati Uniti poté assicurarsi i finanziamenti per la base di ricerca, da lui fondata, ad Atlit, la prima base di ricerca sperimentale del medio oriente.
Dopo la guerra, Chaim Weizmann chiamò Aaronsohn ai lavori della conferenza di Trattato di pace di Versailles ma Aaronsohn morì in un incidente aereo sulla Manica.
Le sue ricerche sulla flora della terra d'Israele e della Transgiordania, così come una parte dei suoi diari di ricerca, furono pubblicate postume.

## Opere
- Agricultural and botanical explorations in Palestine, 1910
- Reliquiae Aaronsohnianae, 1940